# 松本剛志
松本 剛志（まつもと たけし、1979年5月2日 - ）は、地方競馬の笠松・加藤幸保厩舎所属の騎手。同じく笠松競馬場所属の騎手・松本一心は息子。

## 来歴
1998年4月16日園田競馬第9競走アローシャドーで初騎乗。同年8月7日園田競馬第6競走をミエドルマンで優勝し、初勝利。
2019年4月1日兵庫県競馬組合から岐阜県競馬組合に移籍。

## 主な騎乗馬
- ダズンフラワー（2016年ジュニアグランプリ）
- ナラ（2020年尾張名古屋杯2着、2019年岐阜金賞3着）
- ラブアンバジョ（2021年岐阜新聞・岐阜放送杯）
- ナリノクリスティー（2022年撫子争覇）